# Acianthera fecunda
Acianthera fecunda é uma espécie de orquídea (Orchidaceae) que existe na Costa Rica.

## Publicação e sinônimos
- Acianthera fecunda Pupulin, G.A.Rojas & J.D.Zuñiga, Harvard Pap. Bot. 12: 158 (2007).